# Rio do Campo
Rio do Campo est une ville brésilienne du nord de l'État de Santa Catarina.

## Généralités
La population de Rio do Campo est majoritairement d'origine européenne, notamment portugaise, italienne, allemande et polonaise.

## Géographie
Rio do Campo se situe par une latitude de 26° 56′ 56″ sud et par une longitude de 50° 08′ 29″ ouest, à une altitude de 570 mètres.
Sa population était de 6 195 habitants au recensement de 2010. La municipalité s'étend sur 506 km2.
Elle fait partie de la microrégion de Rio do Sul, dans la mésorégion de la Vallée du rio Itajaí.

## Économie
L'économie de la municipalité est surtout basée sur la petite agriculture. Les principales cultures sont le riz et le tabac, et, dans unes moindre mesure, le maïs et le haricot. On y élève également des bœufs. La région est plantée de nombreux pins et eucalyptus. À l'heure actuelle, la municipalité se tourne de plus en plus vers l'agro-alimentaire.

## Culture
La ville organise tous les ans les festas do Colono et un festival de chant.

## Tourisme
La municipalité possède un certain potentiel touristique encore peu exploité. Des lieux touristiques, comme celui connu sous le nom de Salto, attirent des touristes de toute la haute vallée du rio Itajaí, malgré le complet état d'abandon dans lequel ils se trouvent.

## Religion
La majorité de la population est de religion catholique. Ensuite viennent les adeptes de l'Assemblée de Dieu (Assembléia de Deus en portugais), et d'autres branches protestantes. On trouve également des communautés spirites, occultistes.

## Villes voisines
Rio do Campo est voisine des municipalités (municípios) suivantes :
- Vitor Meireles
- Salete
- Taió
- Santa Cecília
- Monte Castelo
- Papanduva
- Santa Terezinha